# Maloriazántseve
Malorianzántseve (en ucraniano: Малорязанцеве; en ruso: Малорязанцево, romanizado: Maloriazántsevo) es un asentamiento urbano ucraniano perteneciente al óblast de Lugansk. Situado en el este del país, formaba parte del raión de Popasna hasta 2020, aunque ahora es parte del raión de Sievierodonetsk y del municipio (hromada) de Maloriazántseve. 
El asentamiento se encuentra ocupado por Rusia desde el 3 de julio de 2022, siendo administrado como parte de la de facto República Popular de Lugansk.

## Geografía
Maloriazántseve está a unos 28 km al norte de Popasna y 75 km al oeste de Lugansk.

## Historia
El lugar fue mencionado por primera vez por escrito en 1780. Según datos de 1859, aquí hubo tres asentamientos: Rizantsov Pershe y Rizantsov Druga.
En el Holodomor, al menos 53 personas murieron de hambre aquí. Desde 1938 Maloriazántseve tiene el estatus de asentamiento de tipo urbano.
El 3 de julio de 2022, en plena batalla del Dombás de la invasión rusa de Ucrania, las tropas rusas asaltaron el lugar.

## Estatus administrativo
Hasta julio de 2020, Malorianzántseve formaba parte del raión de Popasna. Como resultado de la reforma de 2020 de las divisiones administrativas de Ucrania, en julio de 2020 el número de raiones del óblast de Lugansk se redujo a seis y se incorporó al recién creado raión de Sievierodonetsk.

## Demografía
La evolución de la población de Maloriazántseve entre 1989 y 2019 fue la siguiente:
| 1148                                                          | 983 | 838 | 878 | 721 |
| (Fuente: Cities & Towns of Ukraine y UKRAINE: Größere Städte) |     |     |     |     |

Según el censo de 2001, la lengua materna de la mayoría de los habitantes, el 74,06%, es el ucraniano; del 25,74% es el ruso.